# متلازمة XXYY
متلازمة XXYY هي شذوذ يصيب الصبغيات الجنسية، يحمل الذكور المصابون بهذا المتلازمة صبغي x إضافي وصبغي y إضافي أيضًا. تحتوي خلايا البشر الطبيعية على صبغيين جنسيين أحدهما من الأب والآخر من الأم. الصيغة الصبغية لخلايا الإناث هي xx، والصيغة الصبغية لخلايا الذكور هي xy. يؤدي امتلاك صبغي y واحد مع مورثات العامل المحدد للخصية الوظيفية إلى ظهور الجنس المذكر. ولهذا يكون الأشخاص المصابون بمتلازمة xxyy ذكورًا اعتمادًا على النمط الوراثي. يمتلك الأشخاص المصابون بمتلازمة xxyy 48 صبغي بدلًا من 46، ولهذا تُعرَف هذه المتلازمة بمتلازمة 48xxyy، أو .48xxyy تصيب هذه المتلازمة حوالي واحد من أصل 18000-40000 من المواليد الذكور.

## الأعراض
تتضمن أعراض وعلامات المتلازمة كلًا من:
- تأخر التطور.
- اضطراب الكلام.
- سلوك هياجي وتقلبات مزاج.
- صعوبات التعلم.
- ضعف القدرات الفكرية.
- اضطراب نقص الانتباه مع فرط النشاط.
- اضطرابات طيف التوحد.
- قامة طويلة.
- انحراف العمود الفقري جانبيًا (الجنف).
- تقوس الأصابع.
- مقوية عضلية منخفضة.
- قدم مسطحة.
- عقم.
- تأخر التطور الجنسي.
- خصية غير نازلة.
- مستويات تستوستيرون منخفضة.

## الأسباب
تتعلق متلازمة 48xxyy بالصبغيات الجنسية x و y. يمتلك الأشخاص الطبيعيون في خلايا جسدهم 46 صبغي، يتولى صبغيان منها مهمة تحديد الجنس وهما الصبغيان x وy. تمتلك الإناث عادةً صبغيين x، بينما يملك الذكور صبغي x واحد وصبغي y واحد. تنتج متلازمة 48xxyy عن وجود نسخة إضافية من كلا الصبغيين الجنسيين في كل خلية من خلايا الذكر (48xxyy). تؤثر الصيغة المزدوجة لمورثات الصبغي x على التطور الجنسي للذكور، الأمر الذي يمنع الخصيتين من العمل بشكل طبيعي، ويقلل من مستويات هرمون التستوستيرون. توجد العديد من المورثات إما على الصبغي x أو y، إلا أن العديد من المورثات الجسمية توجد على كل من الصبغيين x و y، وتسمى أجزاء الصبغي التي تحتوي هذه المورثات بالمناطق الجسمية الكاذبة، يؤدي وجود نسخ مضاعفة من هذه المورثات الجسمية إلى ظهور أعراض وعلامات متلازمة 48xxyy، ولكن لم تعرف حتى الٱن المورثات النوعية المسؤولة عن ظهور الأعراض.

## التدبير
يحتاج مرضى هذه المتلازمة إلى متابعة من قبل أخصائي الغدد الصم، يجب البدء بالعلاج الهرموني بالتستوستيرون في حال قصور الأقناد بغض النظر عن القدرات المعرفية للشخص، وذلك بهدف الحصول على التأثيرات الهرمونية الإيجابية على كل من صحة العظام، والقوة العضلية، ومقاومة التعب، وزيادة القدرة على التحمل، بالإضافة إلى وجود تأثير إيجابي محتمل على السلوك والصحة العقلية.
يظهر لدى معظم الأطفال المصابون بهذه المتلازمة صعوبات في عملية التعلم وتأخر تطور، ويجب مراقبة هذه الجوانب من الناحية النفسية (التطور المعرفي والاجتماعي والعاطفي)، ومعالجة النطق واللغة، والعلاج الوظيفي، والعلاج الفيزيائي. يجب استشارة عدة أخصائيين (طبيب أطفال، وطبيب نفسي، وطبيب أعصاب) للمشاركة بوضع خطة المعالجة، تشمل الخطة المداخلات السلوكية، والدعم التعليمي، والأدوية النفسية لمعالجة الأعراض النفسية والسلوكية المرافقة.
يجب البحث عن الاضطرابات المرافقة لهذه المتلازمة ومعالجتها كاضطراب نقص الانتباه وفرط النشاط، واضطرابات طيف التوحد، واضطرابات المزاج، واضطراب النفضة مثلًا. يستجيب اضطراب نقص الانتباه، والسلوك الاندفاعي، والقلق، وتقلبات المزاج بشكل جيد للمعالجة الدوائية المعيارية، ويمكن أن تؤثر هذه المعالجة بشكل إيجابي على التطور الأكاديمي، والاستقرار العاطفي، وتحقق نتائج طويلة الأمد. يمكن أن يؤدي ضعف تنسيق الحركات الدقيقة، والرجفان القصدي إلى صعوبة وبطء الكتابة اليدوية، وهنا يأتي دور الإدخال المبكر للعلاج الوظيفي واستعمال لوحة المفاتيح لتسهيل التعلم المدرسي وتطوير المهارات الذاتية. يجب إجراء تقييم نفسي شامل لجميع الصعوبات التعليمية لتحديد الفرق بين المهارات اللفظية ومهارات الأداء، وتحديد الاحتياجات الأكاديمية الفردية. غالبًا ما تتأثر المهارات اللغوية التعبيرية مدى الحياة، وقد نحتاج إلى مداخلات علاجية للنطق تستهدف القدرات التعبيرية، وخلل الأداء، واستخدام اللغة الواقعية وخاصة في مرحلة البلوغ، قد يكون هناك حاجة إلى توصيات إضافية اعتمادًا على حالة كل فرد.